# ロラン夫人
ロラン夫人（仏: Madame Roland、1754年3月17日 - 1793年11月8日）は、サロニエール、フランス革命の穏健共和派ジロンド派の指導者の1人である。ジロンド派の黒幕的存在だったことから「ジロンド派のミューズ」、のちに「ロマン主義におけるミューズ」とされた。日本では「ジロンド派の女王」とも呼ばれる。
本名はジャンヌ＝マリー・フィリポン＝ロラン、ラ・プラティエール子爵夫人（仏: Jeanne-Marie Phlipon-Roland, vicomtesse de La Platière）。旧姓はフィリポン（PhliponもしくはPhlippon）。
マノンはペンネームで、マノン・ロランとも言う。仏語版のタイトルはこちら。夫が内務大臣のジャン＝マリー・ロラン（仏：Jean-Marie Roland）であったことから、夫と区別してロラン夫人と呼ばれる。
美貌に加えて並外れた知性と教養を持っていたが、平民出身だったために貴族に受け入れられず、共和主義者になる。フランス革命を主導した人物の1人となるも、次第に急進共和派山岳派と対立し、捕らえられたロラン夫人は失意のまま処刑された。彼女が残したメモはフランス革命を知る一級資料とされている。

## 略歴
- 1754年　パリ、シテ島ケ・ド・ロルロージュ（フランス語版）41番地の、女たらしでギャンブル好きながら彫金師の父ガシアン（Gatien Phlipon もしくは - Phlippon）の下でプチブルジョワ家庭に生まれる。幼少の頃より英才教育を受けて、ヴォルテール、モンテスキュー、プルタルコス、ルソーらの書物に親しんだ。なかでも、ルソーが女性特有の貞操を表した"a pleasurable loss of self-control（英語版より）"という言葉に感化され、彼女はこれを"苦痛や自己犠牲を厭わない母性的な勇気"と同義に捉らえた[2]。
- 1776年　後の夫の工業監督官ロランと交際。
- 1780年　20歳の年の差があったが結婚。以後、妻ロラン夫人の影響でロランは政治へ関わりを深めていく。
- 1784年　夫妻共々リヨンに赴く。
- 1790年　ロランがリヨン代議員に選ばれ、リヨンの債務削減交渉のためパリに派遣される。
- 1791年　夫妻共々パリに移住。オテル・ブリタニーク（Hotel Britannique、現在のパリ1区ヴィクトリア大通り（フランス語版）20番地）においてサロンを開きブリッソー、ロベスピエールなど、特に愛人となったビュゾーら各界の名士と交流。ジロンド派を形成する。6月、ヴァレンヌ事件が起きる。
- 1792年
  - 3月　ロランが内務大臣となる。妻ロラン夫人は夫を「父のように」慕い、ロランも完全に妻の言いなりだった。ピルニッツ宣言のなか窮地にあった仏革命にあって、4月20日に仏革命政府（ジロンド派内閣）がオーストリアへ宣戦布告（「フランス革命戦争」勃発）。妻の手による、国王ルイ16世に議会（立法議会）での拒否権（veto）を破棄するよう提言する手紙を送付したが、6月13日に内務大臣を解任される。
  - 8月　8月10日事件が勃発し王権停止。ロランが内務大臣に復帰。
  - 9月　2日、九月虐殺が勃発。ロラン夫人は抵抗しようにも為す術もなかったが、急進共和派山岳派と対立。ロラン夫人はダントンを口を極めて罵った。5日、立法議会が国民公会と改称。20日、ヴァルミーの戦いで革命後の仏軍が初勝利。21日、王政廃止宣言が出される。
  - 11月、ルイ16世のメモや文書などがしまわれたテュイルリー宮殿の"鉄の戸棚"（fr）が発見され、ロラン内務大臣がルイ16世の敵国内通を公表した。国王裁判へ発展してゆく。
- 1793年
  - 1月21日の国王処刑後、一部の者がダントンと妥協を図ろうとするがロラン夫人が原因で失敗。　　　　　
  - 6月　山岳派との抗争激化。夫と子供、愛人を逃がした後、逮捕され投獄される。獄中で回想録を執筆する。
  - 11月8日　 Ô Liberté, que de crimes on commet en ton nom ! 「自由よ、汝の名の下でいかに多くの罪が犯されたことか」という有名な言葉を残した後、処刑された。2日後、逃亡先でその知らせを聞いた夫は自殺した。
  - 遺体はマドレーヌ墓地（fr）に埋葬されたが、後に墓地の閉鎖に伴って、遺骨はカタコンブ・ド・パリに移送されている。